# Dipsas peruana
Espèce
Synonymes
- Leptognathus peruana Boettger, 1898
- Leptognathus boettgeri Werner, 1901
- Leptognathus latifrontalis Boulenger, 1905
- Leptognathus boliviana Werner, 1909
- Leptognathus palmeri Boulenger, 1912
- Leptognathus polylepis Boulenger 1912
- Leptognathus latifasciatus Boulenger, 1913

Statut de conservation UICN

 LC  : Préoccupation mineure
Dipsas peruana  est une espèce de serpents de la famille des Dipsadidae.

## Répartition
Cette espèce se rencontre en Bolivie, au Pérou, en Équateur, en Colombie et au Venezuela entre 1 700 et 2 100 m d'altitude. 

## Étymologie
Cette espèce est nommée en référence au lieu de sa découverte, le Pérou.

## Publication originale
- Boettger, 1898 : Katalog der Reptilien-Sammlung im Museum der Senckenbergischen Naturforschenden Gesellschaft in Frankfurt am Main. Frankfurt am Main Museum, vol. 2, p. 1-160 (texte intégral).